# Artère vaginale
L'artère vaginale (ou artère génitale accessoire ou artère vaginale de renfort de Farabeuf ou artère vaginale inférieure ou artère vaginale longue ou artère vaginale postérieure) est une artère systémique de l'abdomen féminin située dans le petit bassin. Elle vascularise le vagin et la base de la vessie.

## Origine
L'artère vaginale nait du tronc antérieur de l'artère iliaque interne généralement au-dessous de l'artère utérine.

### Variations anatomiques
Elle peut naître d'un tronc commun avec l'artère utérine ou avec l'artère rectale moyenne.

## Trajet
L'artère vaginale descend médialement en avant jusqu'au bord latéral du vagin où elle se divise en une branche postérieure et une antérieure. Au cours de son trajet elle fournit un rameau vésical inférieur qui vascularise la base de la vessie.
Elle fournit de nombreuses branches vascularisant le vagin est sa muqueuse. Elle peut également fournir des branches de vascularisation à la partie contigüe du rectum
Elle forme des anastomoses avec les rameaux cervico-vaginaux et les rameaux vésico-vaginaux de l'artère utérine et les avec les branches de l'artère rectale moyenne et de l'artère vésicale inférieure.

## Terminologie
L'artère vaginale est généralement définie comme une branche de l'artère iliaque interne. 
Certaines sources considèrent que l'artère vaginale peut être issue de l'artère iliaque interne ou de l'artère utérine. Cependant, la Terminologie Anatomique utilise le terme de rameau vaginal de l'artère utérine pour qualifier la vascularisation vaginale provenant de l'artère utérine. 

Certains textes considèrent que l'artère vésicale inférieure ne se retrouve que chez les hommes, et que l'artère vaginale est la structure équivalente chez les femmes.

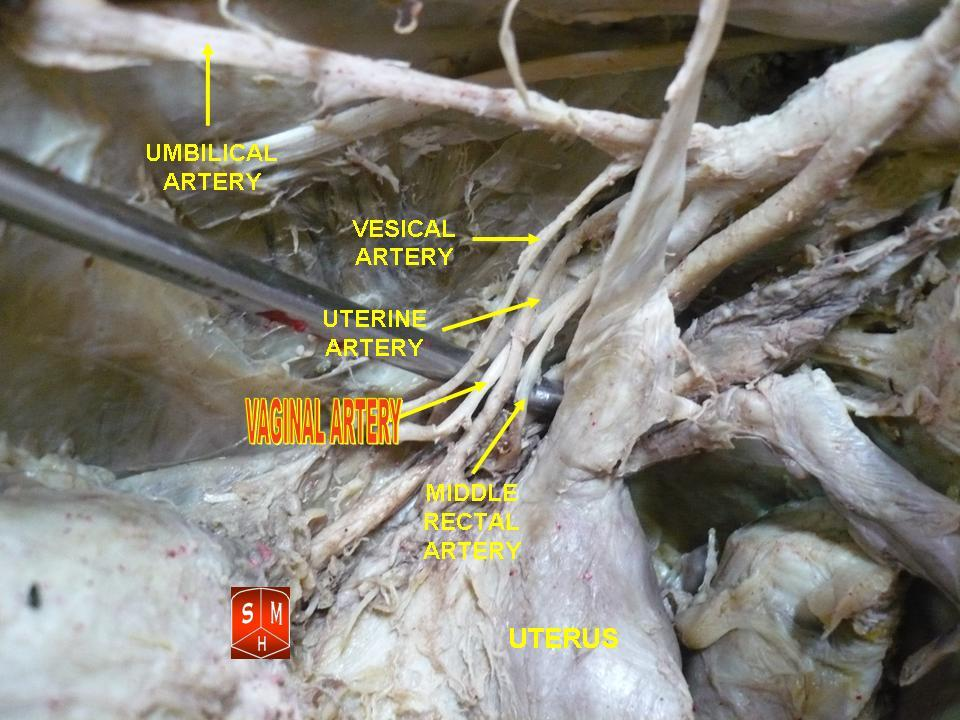
Artère vaginale